# Alfred Swahn
Alfred "Alf" Gomer Swahn (20. srpna 1879 Uddevalla – 16. března 1931 Stockholm) byl švédský sportovní střelec. Získal devět olympijských medailí, z toho tři zlaté – jednu na olympijských hrách v Londýně roku 1908 (týmový závod ve střelbě na běžící terč) a dvě na olympiádě ve Stockholmu roku 1912 (jednotlivci a týmy na běžící terč). Krom toho získal tři stříbrné a tři bronzové olympijské medaile. Zúčastnil se čtyř po sobě jdoucích letních olympiád, navíc přerušených první světovou válkou. Jeho otec Oscar Swahn byl rovněž slavným sportovním střelcem a olympijským medailistou – na třech olympiádách startovali společně.